# متاحف الفنون الجميلة في سان فرانسيسكو

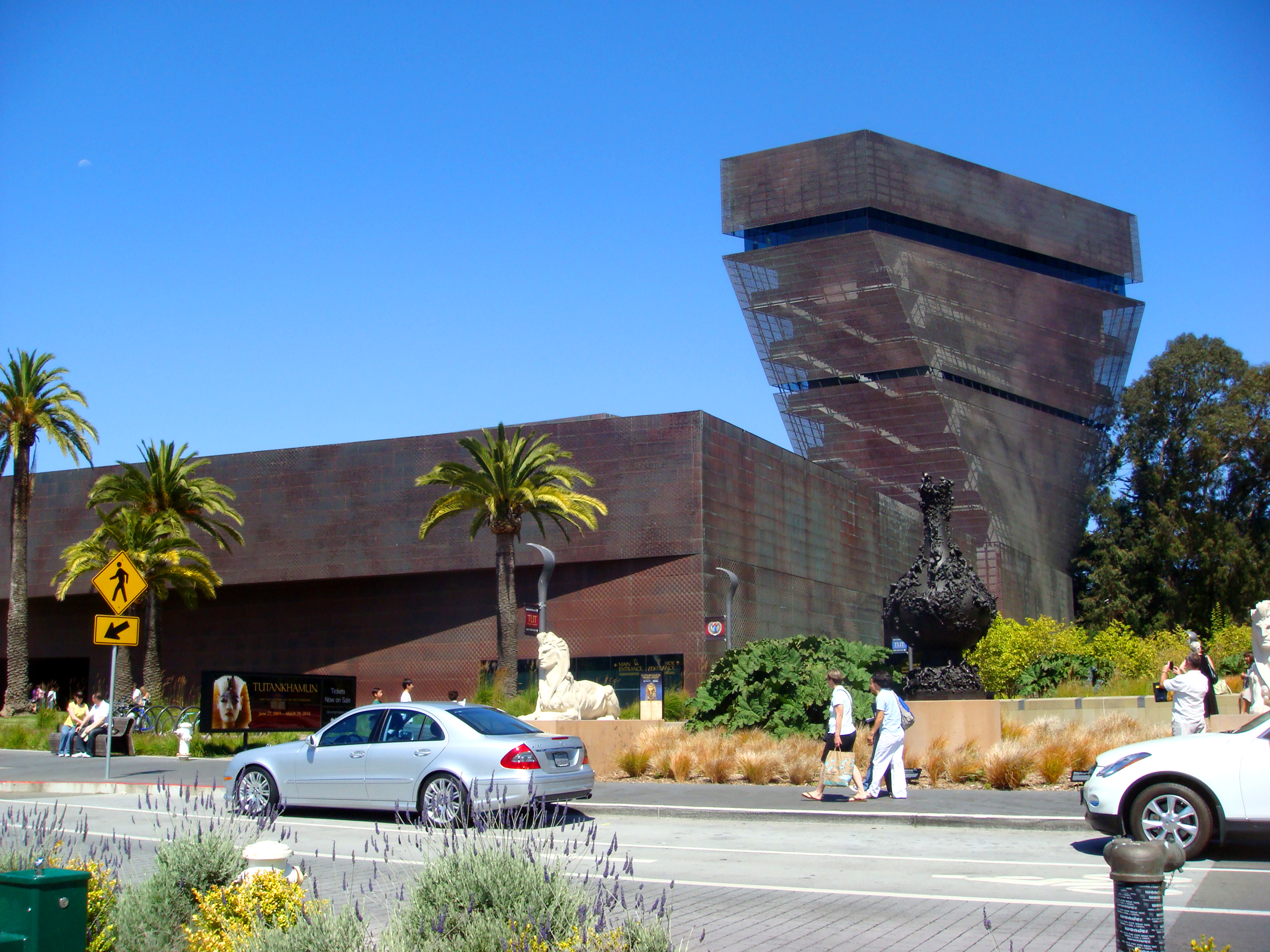
متحف دي يونغ، وهو جزء من متاحف الفنون الجميلة في سان فرانسيسكو

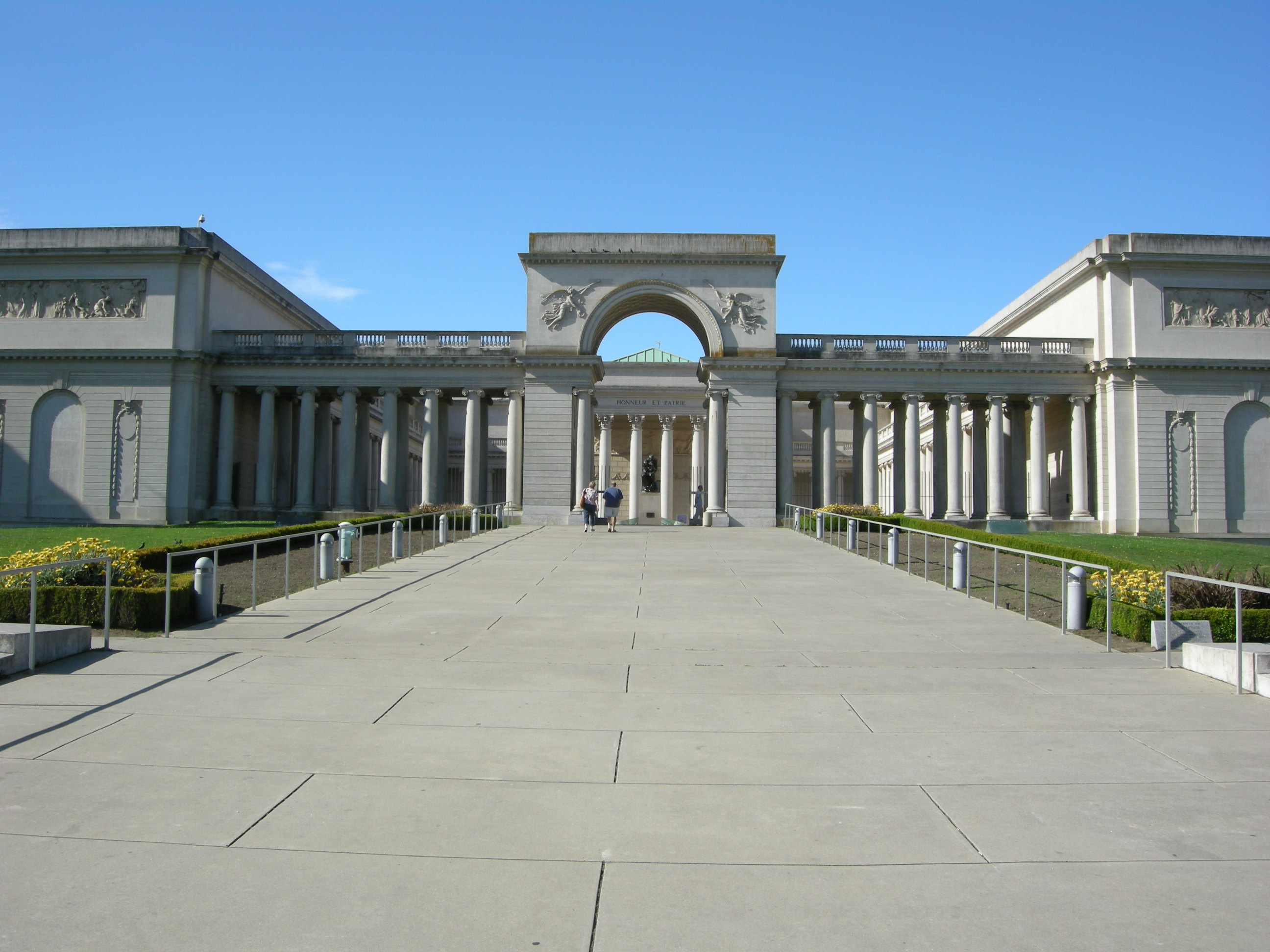
متحف وسام جوقة الشرف The Legion Of Honor وهو جزءٌ من متاحف الفنون الجميلة في سان فرانسيسكو

تعد متاحف الفنون الجميلة في سان فرانسيسكو التي تضم متحف دي يونغ في غولدن غيت بارك وجائزة الشرف في لينكولن بارك، أكبر مؤسسة فنون عامة في مدينة سان فرانسيسكو. تم تنظيم المجموعة الدائمة لمتاحف الفنون الجميلة، التي تضم حوالي 150.000 قطعة، في تسعة مناطق، كل منها مع طاقم تنظيمي.

## التاريخ
على عكس معظم متاحف الفنون الكبرى الأخرى، لا تملك متاحف الفنون الجميلة في سان فرانسيسكو منحة كبيرة يمكن السحب منها. تعمل المتاحف بميزانية سنوية تمول من مستحقات العضوية ومبيعات التذاكر والتبرعات (من الأعمال الخيرية والمنح) والمشتريات في متاجرها. يتم إدارتها في شراكة بين القطاعين العام والخاص مع مدينة سان فرانسيسكو، التي تمتلك مبنيي المتحف وتغطي حوالي 23 بالمائة من نفقات التشغيل من خلال توفير حراس الأمن ودفع أقساط التأمين. في عام 2016، استقطب المتحفان ما مجموعه 1402.000 زائر. تعمل مؤسسة متاحف الفنون الجميلة في سان فرانسيسكو بميزانية سنوية تبلغ حوالي 55 مليون دولار.
استوديو الفنان دي يونغ هو برنامج فنان مقيم لتشجيع مشاركة الفنون في المجتمع ودعم الفنانين الناشئين ومنذ عام 2010 جزء من مبادرة اللقاءات الثقافية.
في عام 2012، وقعت متاحف الفنون الجميلة في سان فرانسيسكو ومتحف اللوفر اتفاقية تنص على إقامة معارض تعاونية ومشاركة الأعمال الفنية. مدة الاتفاقية خمس سنوات. ويخلق شراكة لتعزيز القروض الفنية قصيرة وطويلة الأجل التي تسمح بمشاهدة الأعمال في كلتا المدينتين، والمنشورات المشتركة، ومشاريع الحفاظ على الفن والبرامج التعليمية.
أصبح توماس كامبل مديرًا لمتاحف الفنون الجميلة في سان فرانسيسكو في 1 نوفمبر 2018، ليحل محل الدور الذي كان يشغله سابقًا ماكس هولين.